# Chariot

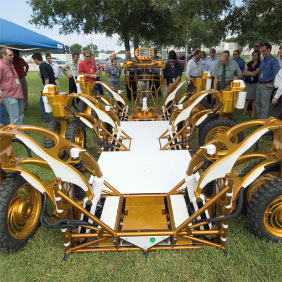
De Chariot wordt gepresenteerd

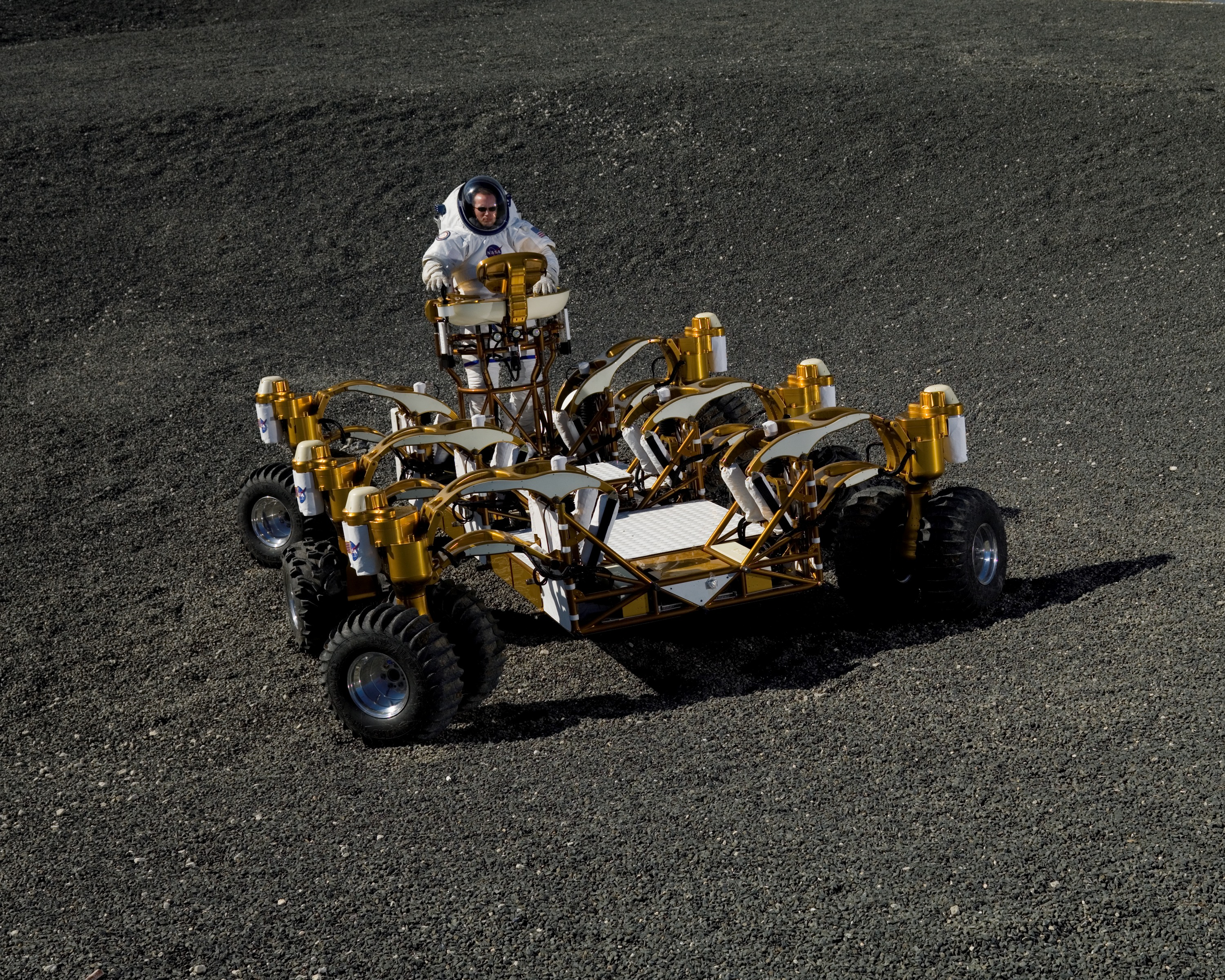
De Chariot in actie

Chariot is het eerste prototype maanvoertuig van de NASA om mensen en goederen rond te rijden op de maan tegen 2020. De naam is ontleend aan het Engelse woord voor de tweewielige strijdwagen.
Chariot was het tweede idee want het oorspronkelijke idee was een vierwielversie. Dat werd geannuleerd nadat bleek dat de marsrover niet kon doorrijden nadat hij een van zijn zes wielen verloren had.
De Chariot is een krap lijkend voertuig met in totaal zes 'benen'. Elk been kan onafhankelijk van de andere omhoog en omlaag bewegen, zodat het voertuig over de meest rotsachtige terreinen kan rijden. Ook is het mogelijk veilig een steile krater af te dalen.
Verder is er de mogelijkheid de bestuurdersstoel 360° te draaien, zodat nu ook achteruit gereden kan worden, wat bij de Apollo-voertuigen niet mogelijk was, omdat er niet te zien was wat achter je was.
Behalve de draaibare bestuurdersstoel, kunnen ook alle zes de wielen draaien zodat het mogelijk wordt 'horizontaal' te rijden. Ook geeft het de gebruikers de mogelijkheid om het hele voertuig te laten zaken, wat het makkelijk opstappen en in- en uitladen maakt.